# コロンビア駅 (スカイトレイン)

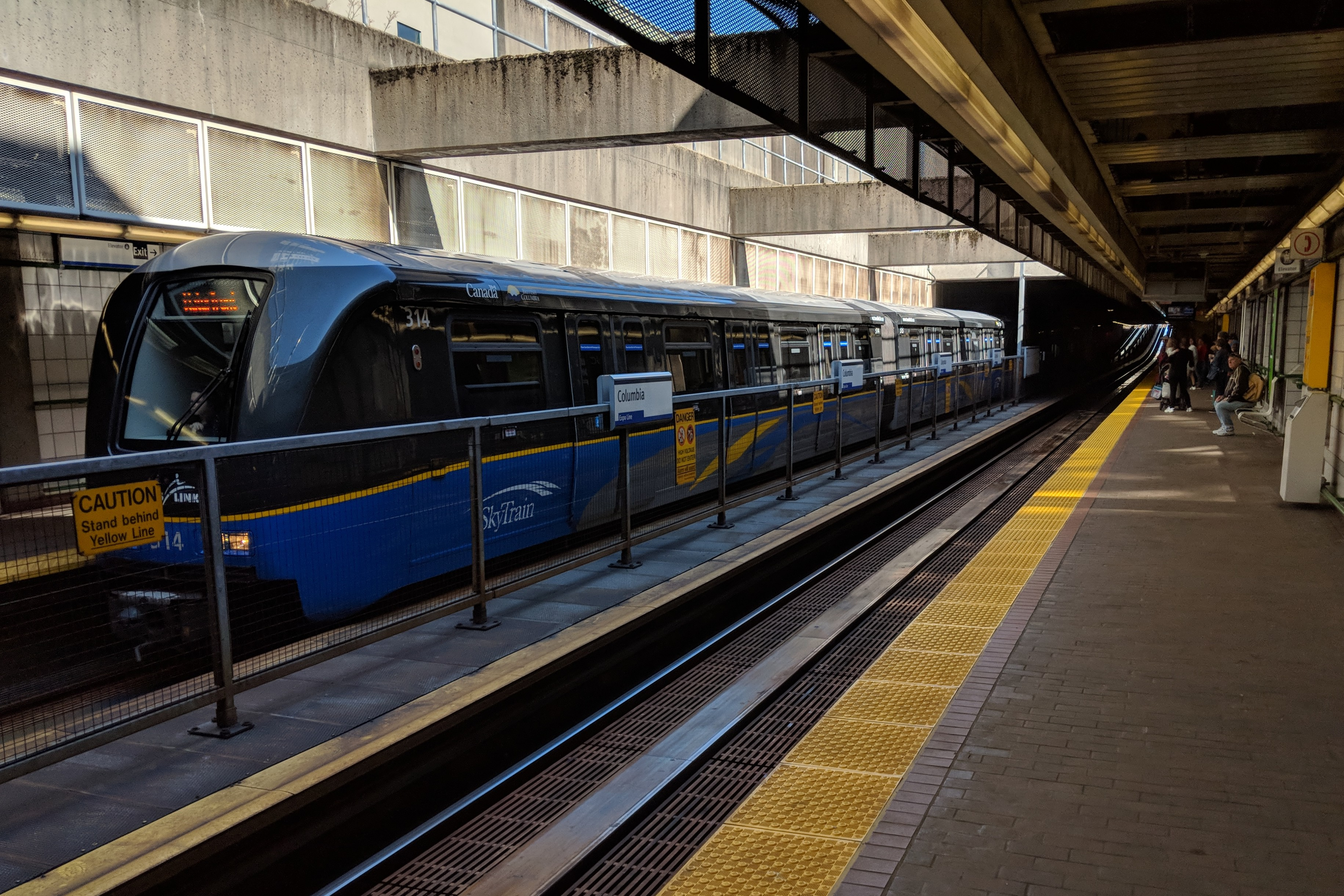
コロンビア駅ホーム

コロンビア駅 （英: Columbia Station）は、カナダ・ブリティッシュコロンビア州・ニューウエストミンスターにある、スカイトレイン エキスポ・ライン の駅である。
1989年2月11日に開業した。
エキスポ・ラインについては、当駅でキングジョージ支線と方プロダクション・ウェイ-ユニバーシティ支線が分岐しており

## 歴史
路線東端は短時間長らコロンビア駅であったが、1990年3月スコットロード駅へ延伸された。
2002年1月2日にブレイド駅までの延伸区間が開業している。

## 駅構造
相対式ホーム2面2線を有する半地下駅。
| ホーム | 路線            | 行先                                        |
| ------ | --------------- | ------------------------------------------- |
| 1      | ■エキスポライン | ウォーターフロント駅方面                    |
| 2      | ■エキスポライン | プロダクション・ウェイ-ユニバーシティ駅方面 |
| 2      | ■エキスポライン | キングジョージ方面駅方面                    |

## 路線
またバス路線の発着所としての機能がく。
バス路線
| ホーム | 路線 |
| ------ | --- |
| 1      | 103 系統 - キーサイド 105 系統 - ニューウエストミンスター駅 109 系統 - ニューウエストミンスター駅 N19 系統 - ダウンタウン（深夜バス) |
| 2      | 109 系統 - ローヒード・タウンセンター駅                                                                                              |
| 3      | 103 系統 - ビクトリア・ヒル 105 系統 - アップタウン                                                                                  |

## 隣の駅
■ エキスポ・ライン - キングジョージ支線
ニュー・ウエストミンスター駅 - コロンビア駅 - スコット・ロード駅
■ エキスポ・ライン - プロダクション・ウェイ-ユニバーシティ支線
ニュー・ウエストミンスター駅 - コロンビア駅 - ザッパートン駅